# 威廉·哈雷
威廉·西尔维斯特·哈雷（英語：William Sylvester Harley，1880年12月29日—1943年9月18日）是一位美国企业家、发明家以及哈雷-戴维森公司的联合创始人。

## 职业背景和生涯
威廉·西尔维斯特·哈雷的父亲威廉·哈雷（William Harley）于1860年从英格兰利特波特（剑桥郡）移民至美国。其父親在内战期間加入美国陆军，之后与玛丽·史密斯（Mary Smith）结婚，并搬到威斯康星州密尔沃基成为一名铁路工程师；與戴维森家成為邻居。
威廉·哈雷出生于1880年，人称比尔·哈雷（Bill Harley）。哈雷从1896年起就在北密尔沃基的梅塞尔巴赫自行车厂（Meiselbach Bicycle）工作。他学生时代起的好友亞瑟·大衛森当时也是他的同事。1901年至1903年间，哈雷在密尔沃基的珀林&哈尼施菲格公司（Pawling &Harnischfeger）担任绘图员。对哈雷产生重大影响的事件之一是1901年女演员安娜·赫尔德的出现，她驾驶着一辆德迪翁-布顿摩托三轮车在密尔沃基珠宝剧院（Bijou Theatre）的舞台上引起轰动。时年20岁的哈雷和当时19岁的戴维森开始在地下室里合作。哈雷在这一时期绘制了自己设计的116cc发动机的初步草图。1900至1901年，大致参照德迪翁-布顿引擎而设计制作的首款哈雷·戴维森引擎完成，这款引擎在当时还是DIY制作的。1903年，哈雷和阿瑟·戴维森搬进了他们的第一个工作室，这是位于密尔沃基的戴维森家后面的一个小棚屋。1902到1903年，第一款真正的哈雷戴维森引擎在戴维森兄弟们的帮助下，于戴维森家后院里完成。1903年至1907年，哈雷在威斯康星大学麦迪逊分校学习机械工程，并获得机械工程理学学士学位。

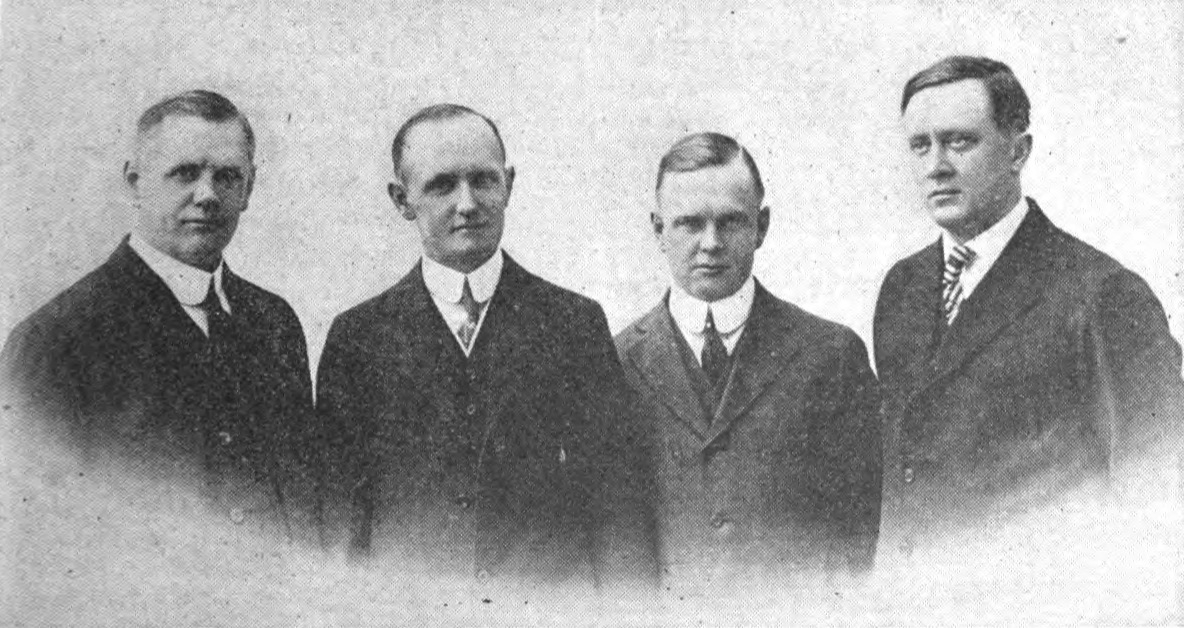
1920年哈雷戴维森机车公司的创始人：最右边的是威廉·哈雷，旁边依次是亚瑟、沃尔特和威廉·戴维森

1907年9月22日，哈雷-戴维森机车公司在密尔沃基正式成立为股份有限公司。沃尔特·戴维森（Walter Davidson）担任总裁，亚瑟·戴维森担任秘书兼销售经理，威廉·哈雷（William Harley）担任总工程师，威廉·戴维森（William Davidson）担任副总裁兼生产经理。1908年哈雷从学校毕业后继续研究更强力的引擎，并在同年发表了哈雷-戴维森首款双缸引擎摩托Model D。1909年11月27日，哈雷获得了他的首项专利，涉及一种皮带张紧器，该专利在Model 7上开始使用；之后又获得了更多专利。

## 个人生活
威廉·哈雷有一个姐姐和四个弟弟妹妹，但弟弟妹妹们都年幼夭折了。1910年，哈雷与安娜·贾赫苏伯（Anna Jachthuber）结婚，两人有两个儿子和一个女儿。在业余时间，哈雷开始打猎、钓鱼和打高尔夫球，并因其对素描和野生动物摄影的喜爱而出名。哈雷一直担任哈雷-戴维森的技术总监和总工程师，直至去世。1943年9月18日，哈雷在密尔沃基因心力衰竭去世，享年62岁。

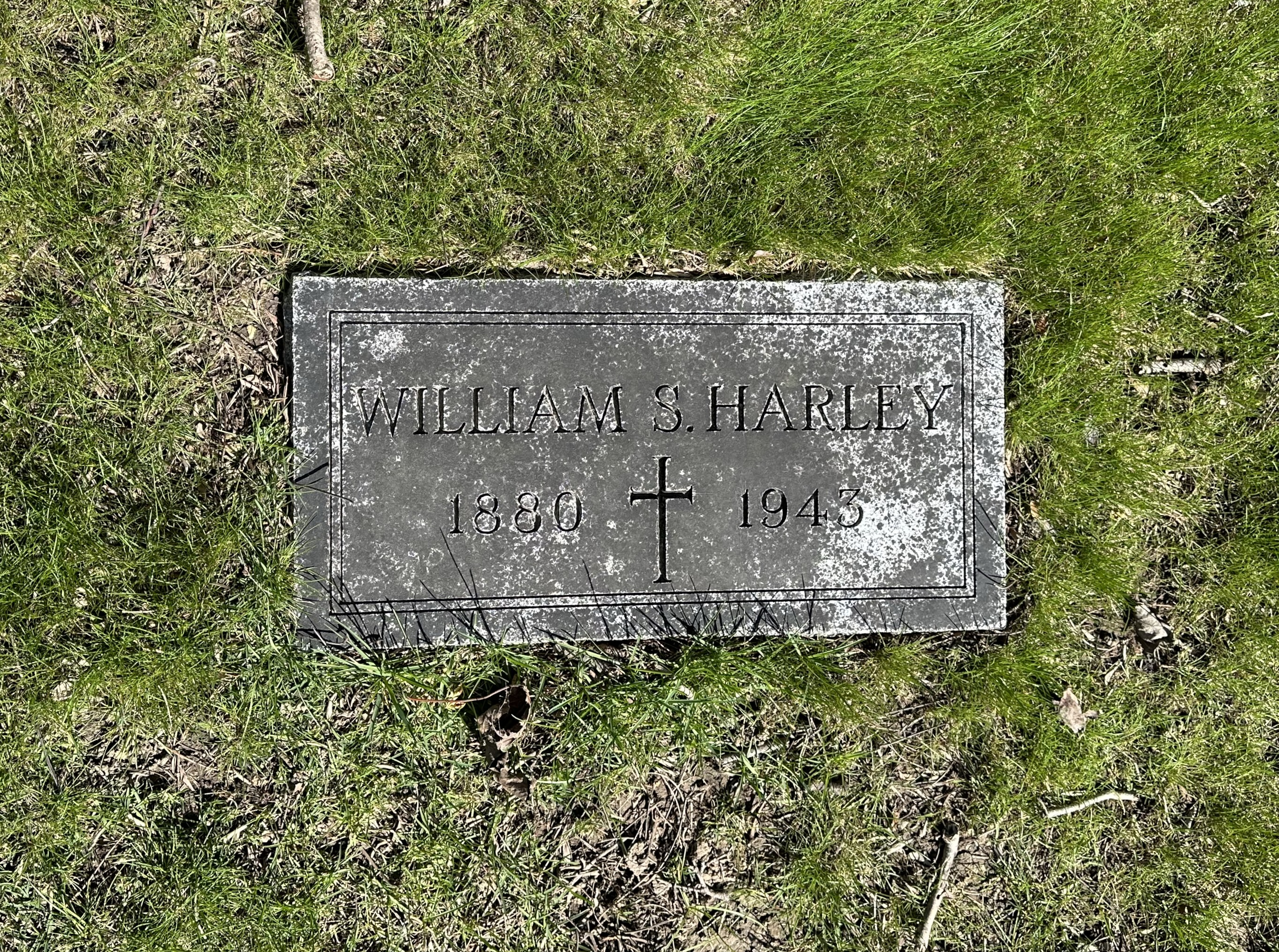
威廉·西尔维斯特·哈雷的墓碑

## 影响和纪念
1998年，威廉·哈维被引入摩托车名人堂。2003年，为纪念这家著名摩托车公司成立一百周年，一座哈雷·戴维森的雕像在剑桥郡利特尔波特揭幕。由于威廉·哈雷、亚瑟·戴维森、威廉·戴维森和沃尔特·戴维森四人“使用并信任其产品，依靠员工的奉献精神生产高质量的摩托车”而被引入劳工名人堂。

## 脚注

### 引文
1. 1 2 3  杨景丞 (2022)，第10頁.
2. ↑  Wagner (2003)，第x頁，Foreword.
3. ↑  Davidson (2003)，第4頁.
4. ↑  Goulden (2008)，第35頁.
5. ↑  Davidson (2001)，第32-34頁.
6. 1 2  Wagner (2003)，第26頁.
7. ↑  杨景丞 (2022)，第10-11頁.
8. ↑  Wagner (2003)，第24頁.
9. ↑  杨景丞 (2022)，第11頁.
10. ↑  杨景丞 (2022)，第12頁.
11. 1 2  Wagner (2003)，第xi頁，Foreword.
12. ↑  杨景丞 (2022)，第14頁.
13. ↑  Wiesner (1986)，第24頁.
14. ↑  杨景丞 (2022)，第15頁.
15. ↑  Wagner (2003)，第161頁.
16. ↑  US 0
17. ↑  Davidson (2001)，第34頁.
18. 1 2  . hof.motorcyclemuseum.org.   [2024-11-03]. （原始内容存档于2023-07-07）.
19. ↑  . motorcyclemuseum.org.   [2013-05-06] （英语）.
20. ↑  . Biography. 2019-04-17  [2024-11-03]. （原始内容存档于2024-07-03） （美国英语）.
21. ↑  . www.harley-davidson.com.   [Sep 26, 2019].[]
22. ↑  Haywood (2021)，第273頁.
23. ↑  Roza (2013)，第46頁.